# Madagaszkári törpe víziló
A madagaszkári törpe víziló (Choeropsis madagascariensis) az emlősök (Mammalia) osztályának párosujjú patások (Artiodactyla) rendjébe, ezen belül a vízilófélék (Hippopotamidae) családjába tartozó kihalt faj.

## Tudnivalók
A madagaszkári törpe víziló nevű kihalt vízilovat, korábban a Hippopotamus emlősnembe sorolták be, a körülbelül azonos méretű Hippopotamus lemerleivel együtt. Ennek ellenére a két kihalt állat testfelépítése és élőhelye, közelebbi rokonságot mutat a ma is élő nyugat-afrikai törpe vízilóval (Choeropsis liberiensis); bár a hasonlóság a konvergens evolúció műve is lehet.
Amint a modern fajnak is, a madagaszkári állatnak is a szemei nem fent a fej szélén ültek, hanem annak az oldalain. Továbbá kevésbé volt vízhez kötött; a maradványokból ítélve e sziget magasabban fekvő erdeiben élt.
Szintén a maradványok - úgy a madagaszkári törpe víziló, mint pedig a Hippopotamus lemerlei esetében is - azt mutatják, hogy ezek az állatok a futáshoz voltak alkalmazkodva. Habár a ma élő, kontinentális fajok is tudnak szaladni, nem olyan jól és gyakran, mint a madagaszkári fajok. Ez a különleges alkalmazkodás arra utalhat, hogy e két szigeti fajnak közös őse lehetett, és a kontinentális fajokkal való hasonlóság nem egyéb, mint a párhuzamos evolúció eredménye.
A mai rendszertani besorolás szerint a szóban forgó kihalt vízilófaj ugyanabba az emlősnembe tartozik, mint a libériai törpe víziló, azaz az úgynevezett Choeropsis nembe. Azonban még manapság sem egyértelmű, hogy a törpe víziló valójában hová tartozik; egyesek szerint igenis a Choeropsis nembe, míg mások szerint a főleg ázsiai fajokat összefoglaló Hexaprotodon nembe. 1849-ben Samuel George Morton amerikai orvos és természettudós, a törpe víziló első leírója a Choeropsis nembe helyezte az állatot, de 1977-ben Coryndon átsorolta a Hexaprotodonok közé. De a fosszilis maradványokon végzett újabb vizsgálatok azt mutatják, hogy a törpe víziló és az ázsiai vízilovak között mégis vannak különbségek (pl. az agyarfogak számában). Ezek a különbségek pedig megerősítik a törpe víziló Choeropsis nemben való maradását.

## Fordítás
- Ez a szócikk részben vagy egészben  a   Malagasy hippopotamus című angol Wikipédia-szócikk ezen változatának fordításán alapul.  Az eredeti cikk szerkesztőit annak laptörténete sorolja fel. Ez a jelzés csupán a megfogalmazás eredetét és a szerzői jogokat jelzi, nem szolgál a cikkben szereplő információk forrásmegjelöléseként.